# Зойен
Зойен (нем. Soyen) — община в Германии, в земле Бавария. 
Подчиняется административному округу Верхняя Бавария. Входит в состав района Розенхайм.  Население составляет 2672 человека (на 31 декабря 2010 года). Занимает площадь 28,94 км².